# Élections législatives de 1973 à La Réunion
Les élections législatives françaises de 1973 se déroulent les 4 et 11 mars. Dans le département de La Réunion, trois députés sont à élire dans le cadre de trois circonscriptions.

## Élus
| Circonscription | Député sortant                       | Parti | Parti         | Député élu ou réélu | Parti | Parti         |
| --------------- | ------------------------------------ | ----- | ------------- | ------------------- | ----- | ------------- |
| 1re             | Henry Sers suppléant de Michel Debré |       | UDR           | Michel Debré        |       | UDR           |
| 2e              | Jean Fontaine                        |       | Divers droite | Jean Fontaine       |       | Divers droite |
| 3e              | Marcel Cerneau                       |       | CDP           | Marcel Cerneau      |       | CDP           |

## Résultats

### Résultats à l'échelle du département
| Parti                 | Parti                                   | Premier tour | Premier tour | Second tour | Second tour | Sièges |
| Parti                 | Parti                                   | Voix         | %            | Voix        | %           | Sièges |
| --------------------- | --------------------------------------- | ------------ | ------------ | ----------- | ----------- | ------ |
|                       | Union des démocrates pour la République | 25 450       | 21,01        |             |             | 1      |
|                       | Divers droite                           | 20 200       | 16,68        | 26 622      | 54,10       | 1      |
|                       | Centre démocratie et progrès            | 17 063       | 14,09        |             |             | 1      |
|                       | Union des républicains de progrès       | 62 713       | 51,77        | 26 622      | 54,10       | 3      |
|                       |                                         |              |              |             |             |        |
|                       | Parti communiste réunionnais            | 32 323       | 26,68        | 22 590      | 45,90       | 0      |
|                       | Divers gauche                           | 12 583       | 10,39        |             |             | 0      |
|                       | Parti socialiste                        | 2 136        | 1,76         | 0           |             |        |
|                       | Union de la gauche                      | 47 042       | 38,83        | 22 590      | 45,90       | 0      |
|                       |                                         |              |              |             |             |        |
|                       | Mouvement réformateur                   | 9 714        | 8,02         |             |             | 0      |
|                       | Divers                                  | 1 670        | 1,38         | 0           |             |        |
|                       |                                         |              |              |             |             |        |
| Inscrits              | Inscrits                                | 183 727      | 100,00       | 65 610      | 100,00      | 3      |
| Abstentions           | Abstentions                             | 61 259       | 33,34        | 16 398      | 24,99       |        |
| Votants               | Votants                                 | 122 468      | 66,66        | 49 212      | 75,01       |        |
| Blancs et nuls        | Blancs et nuls                          | 1 329        | 1,09         | 0           | 0           |        |
| Exprimés              | Exprimés                                | 121 139      | 98,91        | 49 212      | 100         |        |
| Source : Data.gouv.fr |                                         |              |              |             |             |        |

### Résultats par circonscription

#### Première circonscription (Saint-Denis)
| | Michel Debré sortant réélu | UDR (URP)      | 25 450 | 61,98  |  |  |  |
| | Wilfrid Bertile            | Divers gauche  | 12 583 | 30,64  |  |  |  |
| | Raymond Poirier            | MR             | 3 028  | 7,37   |  |  |  |
| |                            |                |        |        |  |  |  |
| Inscrits | Inscrits                   | Inscrits       | 70 021 | 100,00 |  |  |  |
| Abstentions | Abstentions                | Abstentions    | 28 212 | 40,29  |  |  |  |
| Votants | Votants                    | Votants        | 41 809 | 59,71  |  |  |  |
| Blancs et nuls | Blancs et nuls             | Blancs et nuls | 748    | 1,79   |  |  |  |
| Exprimés | Exprimés                   | Exprimés       | 41 061 | 98,21  |  |  |  |
| Source : France, Ministère de l'intérieur. Les Elections législatives . Métropole., la Documentation française, 1974 (lire en ligne) |                            |                |        |        |  |  |  |

#### Deuxième circonscription (Saint-Paul)
| Candidat | Candidat                    | Parti               | Premier tour | Premier tour | Second tour | Second tour |  |
| Candidat | Candidat                    | Parti               | Voix         | %            | Voix        | %           |  |
| --- | --------------------------- | ------------------- | ------------ | ------------ | ----------- | ----------- |  |
| | Paul Vergès                 | PCR                 | 22 252       | 47,85        | 22 590      | 45,90       |  |
| | Jean Fontaine sortant réélu | Divers droite (URP) | 20 200       | 43,44        | 26 622      | 54,10       |  |
| | Edmond René Lauret          | MR                  | 2 377        | 5,11         |             |             |  |
| | A. Fontaine                 | Divers              | 1 670        | 3,59         |             |             |  |
| |                             |                     |              |              |             |             |  |
| Inscrits | Inscrits                    | Inscrits            | 65 488       | 100,00       | 65 610      | 100,00      |  |
| Abstentions | Abstentions                 | Abstentions         | 18 989       | 29           | 16 398      | 24,99       |  |
| Votants | Votants                     | Votants             | 46 499       | 71           | 49 212      | 75,01       |  |
| Blancs et nuls | Blancs et nuls              | Blancs et nuls      | 0            | 0            | 0           | 0           |  |
| Exprimés | Exprimés                    | Exprimés            | 46 499       | 100          | 49 212      | 100         |  |
| Source : France, Ministère de l'intérieur. Les Elections législatives . Métropole., la Documentation française, 1974 (lire en ligne) |                             |                     |              |              |             |             |  |

#### Troisième circonscription (Saint-Pierre)
| | Marcel Cerneau sortant réélu | CDP (URP)      | 17 063 | 50,81  |  |  |  |
| | Joseph-Elie Hoarau           | PCR            | 10 071 | 29,99  |  |  |  |
| | Roland Hoarau                | MR             | 4 309  | 12,83  |  |  |  |
| | Gaston Hoarau                | PS (UGSD)      | 2 136  | 6,36   |  |  |  |
| |                              |                |        |        |  |  |  |
| Inscrits | Inscrits                     | Inscrits       | 48 218 | 100,00 |  |  |  |
| Abstentions | Abstentions                  | Abstentions    | 14 058 | 29,16  |  |  |  |
| Votants | Votants                      | Votants        | 34 160 | 70,84  |  |  |  |
| Blancs et nuls | Blancs et nuls               | Blancs et nuls | 581    | 1,7    |  |  |  |
| Exprimés | Exprimés                     | Exprimés       | 33 579 | 98,3   |  |  |  |
| Source : France, Ministère de l'intérieur. Les Elections législatives . Métropole., la Documentation française, 1974 (lire en ligne) |                              |                |        |        |  |  |  |